# ヴェロニカ・ロス
ヴェロニカ・ロス（Veronica Roth、1988年8月19日 - ）はアメリカ合衆国の作家。全米でベストセラーとなった『ダイバージェント・シリーズ』によって、一躍有名になった。

## 人生
ロスは1988年8月19日にニューヨークで生まれ、イリノイ州バリントンで育った。母親のバーバラ・ロスはバリントン在住の画家である。ロスは末っ子として生まれた。ロスが5歳の時、両親が離婚してバーバラに引き取られた。その後、バーバラは不動産会社の財務コンサルタントを務めるフランク・ロスと再婚した。ロスの兄と姉はシカゴに暮らしている。なお、ロスは自身の父親に関して「彼（実の父親）は職に就いて遠くで働いてます。今、義理の父親とは良好な関係です。」と述べている。
ロスはバリントン高校在学中に聖書研究会に参加していたため、キリスト教に関することを学び続けている。高校卒業後、ミネソタ州にあるカールトン・カレッジに入学したが、1年後にノースウェスタン大学に転学して、小説の執筆法を学んだ。
2011年、ロスは写真家のネルソン・フィッチと結婚した。2人はシカゴで暮らしている。

## 著作

### ダイバージェントシリーズ
本編
- 『Divergent』 (2011)
  - 『ダイバージェント 異端者』（上下） 河井直子訳 角川書店、(2013)
- 『Insurgent』(2012)
  - 『ダイバージェント2 叛乱者』（上下） 河井直子訳 角川書店、(2014)
- 『Allegiant』(2013)
  - 『ダイバージェント3 忠誠者』（上下）河井直子訳 角川書店、(2015)

関連本
- 『The World of Divergent: The Path to Allegiant』 (2013)
- 『Four: A Divergent Collection』 (2014)

### 短編
- 『Hearken』 (2013)
- 『Ark』 (2019)
  - 『方舟』幹遙子訳、ブレイク・クラウチ（英語版）編『フォワード 未来を視る6つのSF（英語版）』所収、早川書房、(2022)